# Oryzomys albiventer
Oryzomys albiventer es un roedor del género Oryzomys de la familia Cricetidae del interior del oeste de México, en los estados de Jalisco, Guanajuato y Michoacán. Se describió por primera vez en 1901 como una especie separada, luego se agrupó bajo Oryzomys couesi y la rata de arroz pantanosa (O. palustris) hasta que fue reinstalada como especie en 2009. Difiere de las poblaciones vecinas de Oryzomys en tamaño y medidas y es una especie grande de colores vivos con una cola larga y cráneo y molares robustos. Su alcance ha sido muy afectado por el desarrollo agrícola, pero se cree que aún hay poblaciones aisladas.

## Taxonomía
El Oryzomys albiventer fue descrito por primera vez por Clinton Hart Merriam en 1901 sobre la base de diez especímenes de Ameca, Jalisco. Él nombró al animal albiventer por el color blanco de sus partes ventrales y lo consideró más estrechamente relacionado con Oryzomys aquaticus (actualmente incluido en la especie Oryzomys couesi). Dos años más tarde, DG Eliot describió Oryzomys molestus sobre la base de un solo individuo de Ocotlán , Jalisco; el nombre molestus significa "molesto". Eliot consideró a Oryzomys fulgens, otro sinónimo actual de O. couesi, como el pariente más cercano de su nueva especie. En su revisión de 1918 de Oryzomys norteamericano, EA Goldman evaluó el holotype de O. molestus, un varón viejo, como mero ejemplo de albiventer, y albiventer reducido a una de muchas subespecies de O. couesi. Él lo consideró estrechamente relacionado con otras tres formas mexicanas del altiplano. En 1960, ER Hall sostuvo que O. couesi era la misma especie que la rata de arroz de pantano (O. palustris) de los Estados Unidos, y enumeró albiventer como una subespecie de este último. Más tarde, O. couesi fue nuevamente aceptado como separado de la rata de arroz de pantano, pero O. albiventer todavía se clasificó bajo O. couesi.
En una revisión en 2009 de los Oryzomys del oeste de México, MD Carleton y J. Arroyo-Cabrales observaron diferencias sustanciales en coloración y mediciones entre poblaciones de tierras altas ( albiventer ) y poblaciones de tierras bajas ( mexicanus ) en Jalisco. Sobre la base de estas diferencias, reconocieron a O. albiventer como una especie separada de las poblaciones de las tierras bajas, que clasificaron bajo O. couesi. Ellos confirmaron que el molestus de Eliot se basó en un gran ejemplo de O. abiventer, pero dejó el estatus de las tres formas que Goldman había asociado con albiventer - crinitus , aztecus y regillus -open, señalando que no había evidencia convincente de que estos representaban la misma especie que O. albiventer. La identidad y procedencia exacta de los fulgens (supuestamente procedentes del Valle de México), y por consiguiente su relación con O. albiventer, permanecen desconocidas.
El O. albiventer es parte del género Oryzomys, que actualmente incluye alrededor de ocho especies distribuidas desde el este de los Estados Unidos ( O. palustris ) en el noroeste de América del Sur ( O. gorgasi ).  O. albiventer es otra parte de la sección de O. couesi , que se centra en el amplio O. couesi de Centroamérica y también incluye varias otras especies con distribuciones más limitadas y periféricas. Muchos aspectos de la sistemática de la sección de O. couesi siguen siendo poco claros y es probable que la clasificación actual subestima la verdadera diversidad del grupo. Oryzomys incluía anteriormente muchas otras especies, que fueron eliminadas progresivamente en varios estudios que culminaron en una contribución de Marcelo Weksler y compañeros de trabajo en 2006 que quitaron más de cuarenta especies del género. Todos están clasificados en la tribu Oryzomyini ("ratas de arroz"), un conjunto diverso de roedores americanos de más de un centenar de especies, y en mayores niveles taxonómicos en la subfamilia Sigmodontinae de la familia Cricetidae, junto con cientos de otros especies de roedores principalmente pequeños.
En 1904, Eliot usó el nombre común "rata de arroz de vientre blanco" para O. albiventer y "rata de arroz Ocotlan" para O. molestus.  En 1918, Goldman también usó "rata de arroz de vientre blanco" para O. albiventer.

## Descripción
Oryzomys albiventer es un Oryzomys grande y de cola larga. Las partes superiores son brillantemente ocráceas, volviéndose más grises hacia el frente. Los pelos de las partes inferiores son de color gris pálido cerca de las bases y blancos en la mitad exterior, por lo que las partes inferiores tienen un color gris pálido según Carleton y Arroyo-Cabrales (no blanco según Merriman). La cola está oscura arriba y luz abajo. El cráneo y los molares son relativamente robustos. O. albiventer tiene amplios arcos cigomáticos (pómulos), forámenes incisivos largos (perforaciones del paladar entre los incisivos y los molares) y huesos nasales largos que se extienden detrás de los huesos premaxilares. En comparación con O. couesi mexicanus, O. albiventer de tierras bajas, es más grande y de colores más brillantes y tiene molares más grandes pero forámenes incisivos más angostos.
En doce especímenes, la longitud total es de 245 a 314 mm (9.6 a 12.4 in), con un promedio de 285.4 mm (11.24 in); la longitud de la cabeza y el cuerpo es de 116 a 142 mm (4.6 a 5.6 in), con un promedio de 130.0 mm (5.12 in); la longitud de la cola es de 129 a 173 mm (5.1 a 6.8 in), con un promedio de 155.4 mm (6.12 in); la longitud del retropié es de 33 a 40 mm (1.3 a 1.6 in), con un promedio de 36.1 mm (1.42 in); y la longitud del cráneo (longitud occipitonasal ) es de 30.0 a 34.5 mm (1.18 a 1.36 in), con un promedio de 32.9 mm (1.30 in). [24]